# اچ‌ام‌اس گریهوند (۱۷۷۳)
اچ‌ام‌اس گریهوند (۱۷۷۳) (به انگلیسی: HMS Greyhound (1773)) یک کشتی بود که طول آن ۱۲۴ فوت ۲ اینچ (۳۷٫۸۵ متر) بود. این کشتی در سال ۱۷۷۳ ساخته شد.